# Цвітненко Андрій Сергійович
Андрі́й Сергі́йович Цвітне́нко (нар. 20 березня 1975 — пом. 17 грудня 2014) — солдат Збройних сил України.

## Життєпис
1993-го закінчив Гейківську ЗОШ. З того ж року працював на Криворізькій дистанції колії Придніпровської залізниці. Пройшов строкову службу у прикордонних військах — на кордоні з Придністров'ям. Демобілізувавшись, повернувся на залізницю, працював монтером колії, мостовим обхідником та товарним касиром. Від 2001 року — начальник станції Гейківка. 2002 року закінчив навчання в Дніпропетровському технікумі залізничного транспорту, здобув кваліфікацію техніка-експлуатаційника. 2007 року переведений черговим по станції Мудрьона, звільнився 2009 року. Громадський активіст, член партії ВО «Свобода».
Мобілізований 23 серпня 2014-го, гранатометник 39-го окремого мотопіхотного батальйону «Дніпро-2»
Зазнав важкого поранення на блокпосту біля залізничного мосту через річку Сіверський Донець — поблизу Лисичанська.
Помер 17 грудня 2014-го — травматичний крововилив у мозок.
Залишились мати і син.

## Вшанування
- 30 січня 2015 року посмертно присвоєно звання «Почесний громадянин Криворізького району».